# Max Frauendorfer
Max Frauendorfer (* 14. Juni 1909 in München; † 25. Juli 1989 in Tutzing) war ein deutscher Jurist, SS-Obersturmbannführer, Reichsschulungsleiter im Amt Rosenberg sowie Präsident des Hauptamtes Arbeit im Generalgouvernement.

## Frühe Jahre
Frauendorfer, Sohn eines Rechtsanwaltes, schloss seine Schullaufbahn am humanistischen Ludwigsgymnasium München 1928 mit dem Abitur ab. Danach absolvierte er an den Universitäten München, Berlin und Erlangen ein Studium der Nationalökonomie, Zeitungs- sowie Rechtswissenschaften, welches er im Oktober 1931 abschloss. Danach war er als Rechtsreferendar am Amtsgericht München tätig. Anfang 1933 promovierte er mit seiner Dissertation „Notwehr gegen Vollstreckungsbeamte“ zum Dr. jur.

## Zeit des Nationalsozialismus
Frauendorfer trat zum 1. Mai 1928 der NSDAP (Mitgliedsnummer 85.562) und im selben Jahr der SS bei (SS-Nummer 1.281). Zeitgleich wurde er Mitglied im Nationalsozialistischen Deutschen Studentenbund (NSDStB). Bereits 1929 war er ehrenamtlich in der wirtschaftspolitischen Abteilung der Reichsleitung der NSDAP tätig. Frauendorfer war Anfang der 1930er Jahre Geschäftsführer unter dem Leiter der Nachrichtenabteilung Karl Leon Du Moulin-Eckart in der Obersten SA-Führung (OSAF).
Zudem fungierte er als Gauredner in München und arbeitete ehrenamtlich als Schriftleiter beim Illustrierter Beobachter. Heinrich Himmler, der auf Frauendorfer aufmerksam wurde, nahm den jungen Offizier im Frühjahr 1932 z. b. V. in den Stab Reichsführer SS auf, wo er bis Mitte der 1930er Jahre eingesetzt war. Von Mitte März 1933 bis Mitte Mai 1933 war Frauendorfer schließlich Adjutant des Münchner Polizeipräsidenten Heinrich Himmler.
In der NSDAP wurde er im November 1931 Referent für Innenpolitik („Referat Ständischer Aufbau“) in der Reichsleitung und leitete ab Juni 1933 das Amt für ständischen Aufbau der Deutschen Arbeitsfront (DAF). In der DAF war er ab Mai 1934 zudem stellvertretender Leiter im Organisationsamt und ab Ende 1934 Leiter im Schulungsamt.
Im September 1934 folgte Frauendorfer, nun Hauptamtsleiter, zudem auf Betreiben von Robert Ley als Reichsschulungsleiter im Amt Rosenberg Otto Gohdes nach. Im Amt Schulung umfassten Frauendorfers Aufgaben:
- Schulung der Politischen Leiter
- Zuständigkeit für die Parteischulen
- Herausgabe der „Schulungsbriefe“ von DAF und NSDAP

Sein Vorgesetzter, der Parteiideologe Alfred Rosenberg, erfuhr erst aus der Zeitung von dem Personalwechsel im Amt Schulung. Frauendorfer selbst wurde später durch Ley mitgeteilt, dass der Grund für Gohdes Ablösung in dessen Verbundenheit zu Rosenberg liege.
Frauendorfer der im Verlauf seiner Tätigkeit als Schulungsleiter im Amt Rosenberg zunehmend zwischen die Fronten der innerparteilichen Gegner Ley und Rosenberg geriet, musste schließlich Mitte Mai 1936 seine Funktion als Reichsschulungsleiter im Amt Rosenberg aufgeben. Sein Nachfolger wurde Friedrich Schmidt. Im selben Monat endete auch sein Dienstverhältnis mit der DAF. Bereits im Februar 1936 war auch seine Beschäftigung im „Amt für ständischen Aufbau“ abgeschlossen, da der Ständegedanke innerhalb der Partei zunehmend an Bedeutung verlor und das Amt daher aufgelöst wurde. Diese Ereignisse schadeten der Frauendorfers Karriere jedoch nicht, da er nun durch Hans Frank im parteieigenen Reichsrechtsamt weiterhin als Reichshauptamtsleiter tätig werden konnte. Bei der Zeitschrift „Deutsche Verwaltung“, einer Publikation des Nationalsozialistischen Rechtswahrerbundes (NSRB), fungierte er nun als Hauptschriftleiter.
Vom Dienst für vier Monate beurlaubt, konnte Frauendorfer unter Anrechnung von Dienstzeiten sein zweites Staatsexamen als Jurist im Mai 1938 ablegen und war anschließend als Rechtsanwaltsanwärter tätig. Im Schwerpunkt beschäftigte er sich dabei mit Lohn- und Arbeitspolitik.

## Zweiter Weltkrieg
Nach Beginn des Zweiten Weltkrieges wurde Frauendorfer gemeinsam mit Staatssekretär Johannes Krohn ins Generalgouvernement versetzt. Dort sollten Krohn und Frauendorfer die Sozialverwaltung aufbauen. Durch den Generalgouverneur Hans Frank wurde Frauendorfer als Nachfolger Krohns am 18. November 1939 als Leiter des Hauptamtes Arbeit im Generalgouvernement eingesetzt, wo er im Wesentlichen für die Koordination der Registrierung, Zwangsrekrutierung und den Arbeitseinsatz von polnischen und jüdischen Arbeitskräften zuständig war. Die Zentrale des Hauptamtes Arbeit mit sieben angegliederten Abteilungen war in Krakau angesiedelt. Insgesamt waren in dieser Arbeitsbehörde, der neben 75 Zweigstellen auch 20 Arbeitsämter im Generalgouvernement angegliedert waren, 4.300 Angestellte beschäftigt, darunter 700 deutsche Staatsbürger. Frauendorfer setzte zunächst auf die Anwerbung von „freiwilligen“ Arbeitskräften aus dem Generalgouvernement und lehnte diesbezügliche Zwangsmaßnahmen ab. Da sich aber nicht ausreichend polnische Freiwillige für den Arbeitseinsatz im Deutschen Reich meldeten, wurden ab Frühjahr 1940 die polnischen Gemeinden verpflichtet, ein bestimmtes Kontingent von Arbeitskräften für den Arbeitseinsatz ins Deutsche Reich abzustellen. Da Frauendorfer die beamtenrechtlichen Voraussetzungen für den Titel Regierungsrat nicht erfüllte, wurde er Ende September 1941 zum „Reichstreuhänder für Arbeit“ und ein Jahr später zum Präsidenten des Hauptamtes Arbeit im Generalgouvernement ernannt.
Frauendorfer, dem spätestens seit Mitte Dezember 1941 die „Endlösungs“-Pläne bekannt waren, präferierte die Ausnutzung der Arbeitskraft polnischer Juden und geriet darüber in Konflikt mit den „Endlösungsfanatikern“ des Reichssicherheitshauptamtes. Die Zuständigkeit für den Arbeitseinsatz der jüdischen Bevölkerung wurde schließlich im Juni 1942 wieder den SS- und Polizeibehörden des Höheren SS- und Polizeiführer (HSSPF Ost) im Generalgouvernement Friedrich-Wilhelm Krüger unterstellt. Frauendorfer vereinbarte mit Heinrich Himmler im Oktober 1942 ein ehrenvolles Ausscheiden aus dem Amt Arbeit und die Versetzung zur Waffen-SS nach einem Erholungsurlaub. Kurze Zeit darauf versuchte Fritz Sauckel Frauendorfer als persönlichen Beauftragten für die Niederlande abzuwerben, was Himmler jedoch mit Hinweis auf einen möglichen Ausschluss Frauendorfers aus der SS, sollte dieser Sauckels Angebot annehmen, ablehnte. Da Frauendorfer neben seinem Gehalt als Leiter der Arbeitsverwaltung im Generalgouvernement trotz Verbot zeitweise Bezüge als Vorstandsvorsitzender einer Aktiengesellschaft bezog, wurden nach Intervention von Krüger bei der SS-Gerichtsbarkeit Ermittlungen gegen Frauendorfer angestrengt, die jedoch nicht zu wesentlichen Ergebnissen führten. Das Verfahren wurde durch Himmler noch im März 1945 eingestellt.
Am 1. Dezember 1942 wurde Frauendorfer von seinem Posten als Präsident des Hauptamtes Arbeit durch Frank beurlaubt. Nach einem krankheitsbedingten Klinikaufenthalt erfolgte im Februar 1943 die durch ihn betriebene Einberufung zur Wehrmacht und nicht wie geplant zur Waffen-SS, wo er bei einer Flakbatterie in Landsberg am Lech seinen Militärdienst ableistete. Seine Entlassung aus der Wehrmacht erfolgte am 26. April 1945.
Zu dem Widerstands-Zirkel um den SS-Gruppenführer Arthur Nebe hatte Frauendorfer, der sich vom Nationalsozialismus zunehmend distanzierte, lose Verbindungen. Ulrich von Hassell schrieb im Dezember 1942 folgendes in sein Tagebuch:

„Frauendorfer, SS-Mann und Inhaber des goldenen Abzeichens, war im übrigen höchst beeindruckend durch seine unbegrenzte Verzweiflung über das, was er stündlich und täglich in Polen erlebt, und was so furchtbar ist, daß er es nicht mehr aushält und sich als einfacher Soldat an die Front [melden] will. Dauernde unaussprechliche Judenmorde in großen Gebinden. SS-Leute fahren mit Maschinenpistolen nach der Stunde, die als Aufhören der Ausgehfreiheit festgesetzt ist, durchs Ghetto und schießen auf alles, was sich zeigt, zum Beispiel spielende Kinder, die sich unglücklicherweise etwas länger auf der Straße befinden.“

## Nach Kriegsende
Nach Kriegsende tauchte Frauendorfer inkognito alias „Dr. Schreiter“ mit seiner Ehefrau im Allgäu und in München unter. Über Mittelsmänner ließ er im Oktober 1950 bei den amerikanischen Behörden in der Bundesrepublik Deutschland vorfühlen, ob er noch eine Auslieferung nach Polen zu fürchten hätte. Nachdem dies von amerikanischer Seite verneint wurde, führte Frauendorfer wieder seinen echten Namen. Er unterzog sich einem Spruchkammerverfahren, bei dem er neben Persilscheinen auch die Tagebuchaufzeichnungen von Hassels anführte. Dennoch wurde Frauendorfer im Januar 1951 als Hauptbelasteter eingestuft, daher erhielt er eine Geldstrafe, den Verlust seiner Altersbezüge und das Verbot der Ausübung eines öffentlichen Amtes. Nach einer Revision wurde das Verfahren eingestellt und die zuvor verhängte Strafe aufgehoben. Anschließend nahm er seine Berufstätigkeit wieder auf und wurde leitender Angestellter der Allianz-Versicherung, wo er zuletzt die Position eines Direktors für den Bereich Industrie innehatte.
Sein Beitritt zur CSU erfolgte am 13. Dezember 1956. Dort stieg er bald zum zweiten Schatzmeister der Partei auf und war Kandidat der CSU für die Bayrische Landtagswahl im November 1958. Aufgrund von Kritik an Frauendorfers NS-Vergangenheit innerhalb und außerhalb der CSU scheiterte jedoch seine Kandidatur. Aus demselben Grund scheiterte Anfang 1963 auch sein geplanter Einzug in den Bundestag als Nachrücker für den Abgeordneten Gerhard Wacher. Der CSU-Parteivorsitzende Franz Josef Strauß protegierte Frauendorfer, Kritik an dem geplanten Einzug Frauendorfers in den Bundestag kam unter anderem von dem Landwirtschaftsminister Alois Hundhammer. Es folgte noch ein 1963 eröffnetes und später eingestelltes Ermittlungsverfahren bezüglich seiner Tätigkeiten zur Zeit des Nationalsozialismus. Zudem wurden in einem Verfahren etwaige Rentenanwartschaften aus seiner Tätigkeit im Generalgouvernement nicht anerkannt. Frauendorfer starb Ende Juli 1989 zurückgezogen in Tutzing.
| Frauendorfers SS-Ränge | Frauendorfers SS-Ränge |
| Datum                  | Rang                   |
| ---------------------- | ---------------------- |
| März 1932              | SS-Untersturmführer    |
| November 1933          | SS-Hauptsturmführer    |
| Dezember 1934          | SS-Sturmbannführer     |
| April 1935             | SS-Obersturmbannführer |